# Jaskinia Okładnikowa
Jaskinia Okładnikowa (ros. Пещера Окладникова) – jaskiniowe stanowisko archeologiczne, położone na obszarze południowo-wschodniej Syberii, u północnego podnóża rosyjskiej części Ałtaju. Odkryto w niej najdalej położone na wschód ślady pobytu neandertalczyka.
Jaskinia położona jest w wapiennym masywie, uformowanym w okresie dewonu. Wejście do niej znajduje się po stronie południowej, na wysokości 14 metrów. Swoją nazwę otrzymała na cześć radzieckiego archeologa Aleksieja Okładnikowa. W trakcie prac archeologicznych odkryto trzy warstwy zawierające narzędzia mustierskie, a także szczątki fauny plejstoceńskiej, m.in. koni, koziorożców syberyjskich, nosorożców włochatych, żubrów stepowych, lisów rudych, jeleni szlachetnych, hien jaskiniowych i dzikich owiec.
W latach 80. XX wieku w jaskini odkryto szczątki ludzkie: zęby i fragmenty kości szkieletu, należące do jednego (lub dwóch) młodzieńca żyjącego ok. 30-38 tys. lat temu i jednego osobnika dorosłego żyjącego ok. 24 tys. lat temu. Ich pozycja taksonomiczna jest obiektem sporów, należały albo do neandertalczyka, być może w późnym stadium jego rozwoju ewolucyjnego, albo do człowieka współczesnego. Przeprowadzone w 2007 roku badania materiału kostnego wykazały, że młodzieniec posiadał mtDNA typowe dla neandertalczyka.